# Rečna delta
Rečna delta je oblik reljefa nastao taloženjem nanosa koji reka nosi dok tok napušta njeno ušće i ulazi u sporiju ili stajaću vodu. Ovo se dešava kada reka ulazi u okean, more, estuar, jezero, rezervoar ili (ređe) drugu reku koja ne može da odnese isporučeni sediment. Veličina i oblik delte kontroliše se ravnotežom između procesa sliva koji snabdevaju sediment, i procesa primanja basena koji redistribuiraju, sekvestriraju i izvoze taj sediment. Veličina, geometrija i lokacija prijemnog bazena takođe igraju važnu ulogu u evoluciji delte. Delte reka su važne u ljudskoj civilizaciji, jer su glavni centri poljoprivredne proizvodnje i naseljeni centri. Oni mogu da obezbede odbranu obale i mogu da utiču na snabdevanje pitkom vodom. Rečna delte su takođe ekološki važne, sa različitim vrstama skupova u zavisnosti od njihovog pejzažnog položaja.
Deltom se naziva karakteristični oblik ušća reke. Najpoznatija delta je delta Nila, koja je dobila naziv po sličnosti oblika grčkom slovu delta (Δ) i time postala eponim za sve druge delte širom sveta.

## Nastajanje
Nastajanje rečne delte je obeleženo odlaganjem sedimenta koji reka donosi sa sobom. Smanjenjem brzine toka vode kako se približava ušću, smanjuje se i snaga vode kojom nosi razne vrste sedimenta, koji se zbog toga taloži na dno i stvara prepreku. To opet dovodi do toga da voda menja smer kako bi zaobišla prepreku, ili se razdvaja na rukavce. Veće delte se sastoje od niza brže i sporije tekućih ili čak stojećih rukavaca. To, međutim, nije moguće kad reke završavaju u morima sa velikim razlikama između plime i oseke, umesto delte, kod tih se reka stvara levkasti estuari. Kako reka teče u pravilu prema moru odnosno jezeru, kad stigne do vode koja ne teče, odlaže sediment, i time svoju deltu neprekidno „gura” dalje u more. To je vrlo vidljivo na snimku delte Nila.

## Oblici delti
Oblici su različiti. Oni zavise od načina zasipanja nanosne ravnice i karaktera račvanja rečnog toka. Razlikuju se tri osnovna tipa delti: trouglaste, polukružne i prstaste. 
Trouglaste delte često se nazivaju i kljunastim deltama. Izgrađene su od dveju jednostavnih akumulativnih kosa koje su isturene u more. Primer ovakve delte je delta Tibra. 
Polukružne delte imaju izgled lepezaste nanosne ravnice. Ovakav oblik zadobile su zbog čestog migriranja rečnog ušća pa se nasipanje delte vršilo ravnomerno. Takva je delta Nila. 
Prstaste delte karakterišu se prostranom nanosnom ravnicom preko koje se rečni tok račva u brojne rukavce. Svaki od ovih rukavaca ima svoju vlastitu deltu tako da zajednička delta ima izgled ptičje noge. Delta Misisipija ima ovakav oblik a njeni rukavci dostižu i do 15 km dužine. Delta Dunava ima tri kraka: Kilija, Sulina i Sveti Đorđe.

## Egzistencijalne pretnje deltama
Ljudske aktivnosti u deltama i rečnim slivovima uzvodno od delta mogu radikalno da promene okruženje delte. Promena upotrebe uzvodnog zemljišta, kao što su poljoprivredne prakse protiv erozije i hidrološki inženjering, kao što je izgradnja brana u slivovima koji napajaju delte, smanjili su isporuku rečnog nanosa u mnoge delte poslednjih decenija. Ova promena znači da je dostupno manje sedimenta za održavanje oblika reljefa delte i kompenzaciju erozije i porasta nivoa mora, što dovodi do toga da neke delte počnu da gube zemljište. Predviđa se da će se pad isporuke rečnog nanosa nastaviti u narednim decenijama.
Obimne antropogene aktivnosti u deltama takođe ometaju geomorfološke i ekološke procese u delti. Ljudi koji žive na deltama često grade sisteme odbrane od poplava koji sprečavaju priliv sedimentacije od poplava na deltama, i stoga taloženje sedimenta ne može da nadoknadi sleganje i eroziju. Pored ometanja agradacije delte, crpljenje podzemnih voda, nafte i gasa, i izgradnja infrastrukture, činioci su ubrzavanja sleganja. Antropogene aktivnosti takođe mogu destabilizovati rečne kanale kroz iskopavanje peska, i izazvati prodor slane vode. Postoje mali napori da se isprave ovi problemi, poboljšaju okruženja delte i poveća održivost životne sredine kroz strategije za povećanje sedimentacije.
Dok su skoro sve delte bile u određenom stepenu pod uticajem ljudi, delta Nila i delta reke Kolorado su neki od najekstremnijih primera devastacije у deltama prouzrokovanih pregrađivanjem i preusmeravanjem vode.
Istorijski dokumenti pokazuju da je tokom Rimskog carstva i malog ledenog doba (u vremenima kada je postojao značajan antropogeni pritisak), došlo do značajne akumulacije sedimenata u deltama. Industrijska revolucija je samo pojačala uticaj ljudi na rast i povlačenje delte.

## Delte u privredi
Drevne delte su od koristi za privredu zbog dobro sortiranog peska i šljunka. Pesak i šljunak se često vadi iz ovih starih delta i koristi u betonu za autoputeve, zgrade, trotoare, pa čak i uređenje okoline. Samo u Sjedinjenim Državama se proizvodi više od milijardu tona peska i šljunka. Nisu svi kamenolomi peska i šljunka nekadašnje delte, ali za one koji jesu, veliki deo sortiranja je već obavljen snagom vode.
Urbana područja i ljudska naselja obično se nalaze u nizinama u blizini pristupa vodi radi prevoza i sanitacije. Ovo čini delte uobičajenom lokacijom za procvat civilizacija zbog pristupa ravnom zemljištu za poljoprivredu, neslanoj vodi za sanitaciju i navodnjavanje, i pristupu moru za trgovinu. Delte su često domaćini obimnih industrijskih i komercijalnih aktivnosti, kao i poljoprivrednog zemljišta, što su aktivnosti koje je često u sukobu. Neke od najvećih svetskih regionalnih ekonomija nalaze se na deltama kao što su delta Biserne reke, delta reke Jangce, Evropske niske zemlje i šire područje Tokija.

## Vrste delti
Pored ovde navedene vrste delte, postoji još nekoliko drugačijih oblika delti:
- Unutrašnja delta
- Delta obeležena plimom i osekom
- Delta obeležena talasima
- Delta kojom dominira reka

## Primeri
- Dunav (Delta Dunava; 4.000 km², Rumunija) - druga po veličini rečna delta u Evropi
- Gang-/Bramaputra (Delta Ganga Bangladeš; 80.000 km²)
- Ind (8.000 km²)
- Mekong (70.000 km²)
- Misisipi (Misisipi delta; 36.000 km²)
- Niger (Delta Nigera 24.000 km²) - u srednjem delu toka Niger pravi i unutrašnju deltu
- Nil (Delta Nila 24.000 km²)
- Iravadi (30.000 km²)
- Lena (45.000 km²)
- Orinoko (24.000 km²)
- Volga (Rusija) - najveća delta u Evropi
- Neretva (Delta Neretve, 120 km²) - jedina delta na prostoru bivše Jugoslavije

## Literatura
- Renaud, F. and C. Kuenzer 2012: The Mekong Delta System – Interdisciplinary Analyses of a River Delta, Springer,  978-94-007-3961-1, : 7—48. doi:10.1007/978-94-007-3962-8. Недостаје или је празан параметар |title= (помоћ),
- KUENZER C. and RENAUD, F. 2012: Climate Change and Environmental Change in River Deltas Globally. In (eds.): Renaud, F. and C. Kuenzer 2012: The Mekong Delta System – Interdisciplinary Analyses of a River Delta, Springer,  978-94-007-3961-1, : 7—48. doi:10.1007/978-94-007-3962-8. Недостаје или је празан параметар |title= (помоћ),
- Ottinger, M.; Kuenzer, C.; LIU; Wang, S.; Dech, S. (2013). „Monitoring Land Cover Dynamics in the Yellow River Delta from 1995 to 2010 based on Landsat 5 TM”. Applied Geography. 44: 53—68. doi:10.1016/j.apgeog.2013.07.003.

## Spoljašnje veze
- Louisiana State University Geology – World Deltas
- http://www.wisdom.eoc.dlr.de WISDOM Water related Information System for the Sustainable Development of the Mekong Delta
- Wave-dominated river deltas on coastalwiki.org – A coastalwiki.org page on wave-dominated river deltas